# Norbert Gstrein

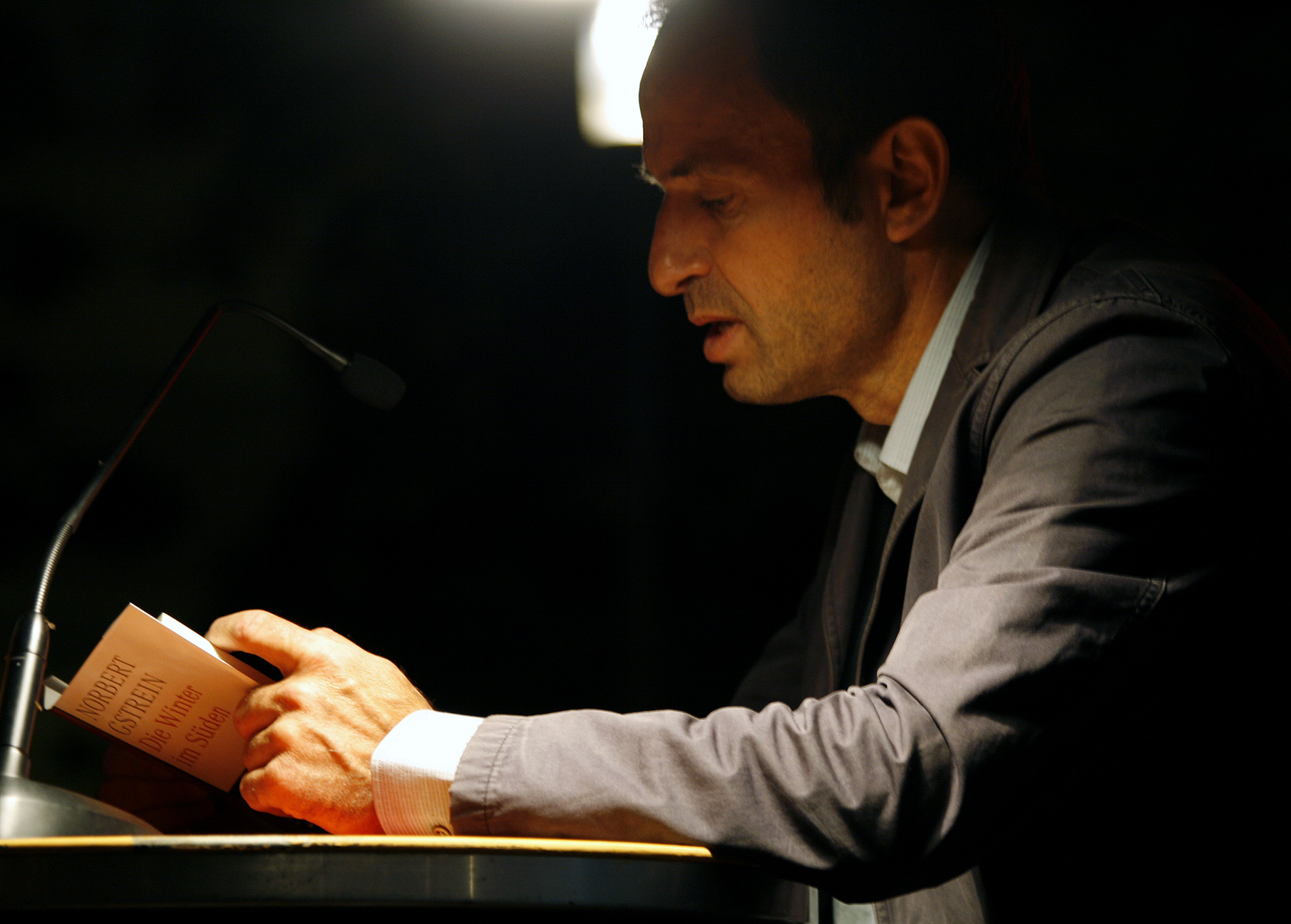
Norbert Gstrein (2008)

Norbert Gstrein (* 3. června 1961, Mils bei Imst, Tyrolsko) je rakouský spisovatel.

## Život
Narodil se jako syn hoteliéra, jeho bratr je bývalý závodní lyžař Bernhard Gstrein. Studoval matematiku v Innsbrucku (do 1984). Pokračoval ve studiu ve Stanfordu v USA a v bavorském městečku Erlangen. V roce 1988 napsal dizertaci Zur Logik der Fragen (K logice otázek) v Innsbrucku u Romana Liedla a Gerharda Freyho.
Gstrein žije se svou rodinou v Hamburku. Za své publikace obdržel řadu ocenění.

## Dílo
Jmenujeme tu i ty práce, které dosud nebyly přeloženy do češtiny, překlad titulu je pak uveden tučně v lomené závorce /Takto/. Zejména u nepřeložených knih se stává, že je k nim odkazováno pod různými jmény, bibliografie se snaží zaznamenat všechna známá.

### Romány a kratší prozaické texty
- Einer (/Jeden/, 1988)
  - úryvek z povídky zveřejněn pod názvem Jeden in: Světová literatura, roč. 38, č. 5/1993, s. 95-100, přeložil Marek Nekula
- Anderntags (/Jindy/, /V jiné dny/, 1989)
- Das Register (/Registr/, 1992)
- Der Kommerzialrat (/Komerční rada/, 1995)
- Anglická léta (Die englischen Jahre, 1999, česky 2019, přeložil Radovan Charvát)
- Selbstportrait mit einer Toten (/Autoportrét s mrtvou/, 2000)
- Das Handwerk des Tötens (/Povoláním zabiják/, 2003)
- Die Winter im Süden (/Zimy na jihu/, 2008)
- Die ganze Wahrheit (/Celá pravda/, 2010)
- Eine Ahnung vom Anfang (/Tušení začátku/, 2013)
- In der freien Welt (/Ve svobodném světě/, 2016)
- Die kommenden Jahre (/Nadcházející roky/, 2018)

### Eseje
- Wem gehört eine Geschichte? (/Komu patří příběh?/, 2004)